# Dora Labbette
Dora Labbette (* 4. März 1898 in London; † 3. September 1984 ebenda) war eine englische Sängerin (Sopran).

## Leben
Labbette hatte elfjährig Klavier- und Gesangsunterricht bei Herman Bearley. Im Alter von fünfzehn Jahren kam sie an die Guildhall School of Music and Drama, wo sie Schülerin von Liza Lehmann war und eine Goldmedaille gewann. 1918 heiratete sie David Strang, einen Sohn des Malers William Strang , von dem sie sich jedoch bald wieder trennte, um ihre Laufbahn als Sängerin fortzusetzen. In den 1920er und 1930er Jahren wurde sie eine der bekanntesten Konzertsopranistinnen Englands. Thomas Beecham schätzte ihre Stimme besonders und trat mit ihr häufig bei Liederabenden als Klavierbegleiter auf.
Als Opernsängerin debütierte sie 1934 – auf Anraten Beechams unter dem Pseudonym Lisa Perli – in Oxford als Telaire in Jean Philippe Rameaus Oper Castor et Pollux. Ihren ersten Auftritt an der Covent Garden Opera hatte sie 1935 in der Rolle der Mimi in La Bohème, in der sie 1937 auch in Berlin, Dresden und München erfolgreich war. Die Mélisande in Claude Debussys Pelléas et Mélisande sang sie zunächst in Vichy und Bordeaux, 1937 dann auch an der Covent Garden Opera. Dort war sie zwischen 1937 und 1938 auch als Desdemona in Verdis Otello erfolgreich. In der Zeit des Zweiten Weltkrieges zog sie sich vom Musikleben zurück. Ihren letzten Auftritt hatte sie 1943 am Sadler’s Wells als Mimi. Aufnahmen mit ihr erschienen bei Vocalion Records und Columbia Records.